# Gaz (dolce)

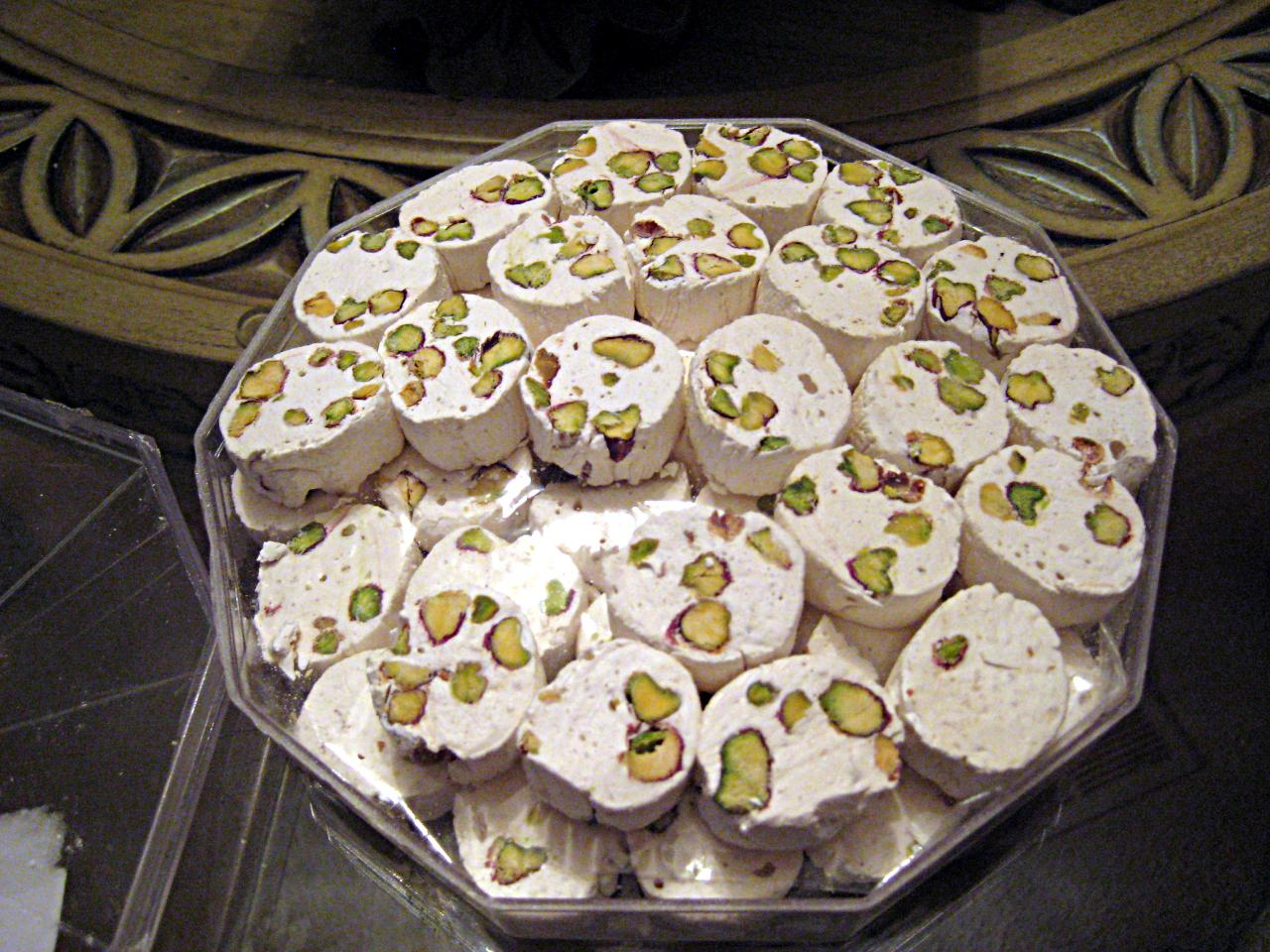
Gaz persiano

Gaz (Persiano: گز) è un torrone iraniano, conosciuto anche come torrone persiano. Proviene dalla regione di Isfahan ed è fatto con pistacchio, mandorle, acqua di rose, albumi d'uovo e linfa della manna persiana.

## Etimologia
La parola persiana Gaz è associata a gaz-angobīn, cioè "miele di Gaz", in riferimento a una specie di tamerice, Tamarix gallica, spontanea nei monti Zagros situati a ovest di Isfahan. Secondo la tradizione, il Gaz è la linfa dell'albero di tamerice.

## Storia
Il Gaz ebbe origine 450 anni fa a Isfahan, quando la linfa dell'albero di tamerice era combinata con farina, pane, pistacchi, mandorle e cioccolato in laboratori tradizionali e industriali. Quest'albero di montagna raggiunge un'altezza di due metri e di solito cresce con il bel tempo nel Khansar. Il suo prodotto è pronto per la raccolta alla fine dell’estate e le goccioline lucide e gialle spuntano dagli steli come il miglio e devono essere raccolte prima delle piogge autunnali.
La linfa dolce e lattiginosa (angobīn) della pianta è associata alla manna, un alimento citato nei testi religiosi delle religioni abramitiche.

## Produzione
Anche se in origine la si riteneva prodotta dall'albero di tamerice, la sostanza bianca e appiccicosa è la melata prodotta dalla ninfa di un insetto psillide, la Cyamophila astragalicola o la C. dicora nella sua ultima fase di sviluppo, che vive su piante di Astragalus adscendens. Questa sostanza è raccolta una volta l'anno ed è combinata con altri ingredienti tra cui il pistacchio, la mandorla, l'acqua di rose e l'albume d'uovo. Le versioni moderne di gaz non contengono più la linfa, sostituita dallo zucchero o dallo sciroppo di mais.
La maniera tradizionale di servire il gaz è in pezzi rotondi di circa 5 cm di diametro e 1 di spessore. Una presentazione moderna è in piccoli parallelepipedi A seconda degli ingredienti aggiunti, il gaz può avere un sottile sapore di rosa, un gusto di nocciola o un profilo saporito e pungente. Può essere bianco, oppure può avere un altro colore per l'aggiunta di spezie (come lo zafferano) o frutta a guscio.
Durante il Nawrūz, il capodanno persiano, le famiglie e gli amici si fanno visita, e in genere l'ospite offre frutta e dolci ai visitatori. Servito con sorbetto o tè, il gaz è una delle prelibatezze preferite e un regalo molto apprezzato in quanto aiuta a far sì che una famiglia abbia abbondanza di cibo da servire a tutti i visitatori durante la vacanza.